# David Rihs
Pour les articles homonymes, voir Rihs.
 (septembre 2016).
David Rihs est un avocat, journaliste et producteur suisse, né le 11 avril 1970, à Conches Genève. Directeur de Point Prod SA, il a été présentateur et journaliste à la Télévision suisse romande, jusqu'en 2005.

## Biographie
Après des études gymnasiales au Collège Claparède, il entreprend des études de droit à l'université de Genève, avec obtention d'une licence en 1994. Très jeune (années 1980), il s'est passionné pour l'animation radiophonique (Radios locales) et de 1992 à 1993, il anime des émissions à la TSR comme Fils de tube et TV à la carte.
En 1996, après son stage d'avocat, il revient à la Télévision suisse romande pour effectuer son stage de journaliste dans l'émission Zig Zag Café de Jean-Philippe Rapp. Durant son stage, il collabore à des émissions, comme Droit de Cité, Mise au point et Temps présent.
En 1997, il fait également partie du comité d'organisation des festivités de Genève, pour le passage du millénaire. Depuis 2004 il est membre du comité pour « une nouvelle Constitution à Genève ».
De 2000 à 2005, il présente, en tournus, diverses éditions du Journal télévisé. Il quitte, le 4 septembre 2005, la TSR pour devenir producteur et journaliste indépendant.
Il est l'un des fondateurs de la société audiovisuelle genevoise Point Prod.
Il est marié depuis 2007 et père de deux enfants.

## Émissions et productions
- Fils de tube (1992) ;
- TV à la carte (1993) ;
- Mise au point ;
- Temps présent ;
- Zig Zag Café (1996) ;
- Droit de Cité (2000 - 2001) ;
- Le Journal télévisé (2000 - 2005).
- El Suizo, soupçons en Equateur, investigation (2008)
- En Direct de notre passé (2010)
- La Puce à l'oreille, magazine culturel (2011-2020),
- GVARCHI, guide digital d'architecture (2015)
- Le Business du sang - Blood Business, documentaire d'investigation (2016)
- Joan Gamper, le Suisse qui a inventé le Barça  documentaire (2018)
- Une année à la vigne, série documentaire (2019)
- Nos amis sauvages , magazine nature (2020)
- Ramdam, magazine culturel (2021)
- Le marathon sans fin , série originale (2021)

## Prix
- 2003 : grand prix du maire de Champignac
- 1996 : concours d'art oratoire Michel Nançoz, troisième prix